# Bernardo Strozzi

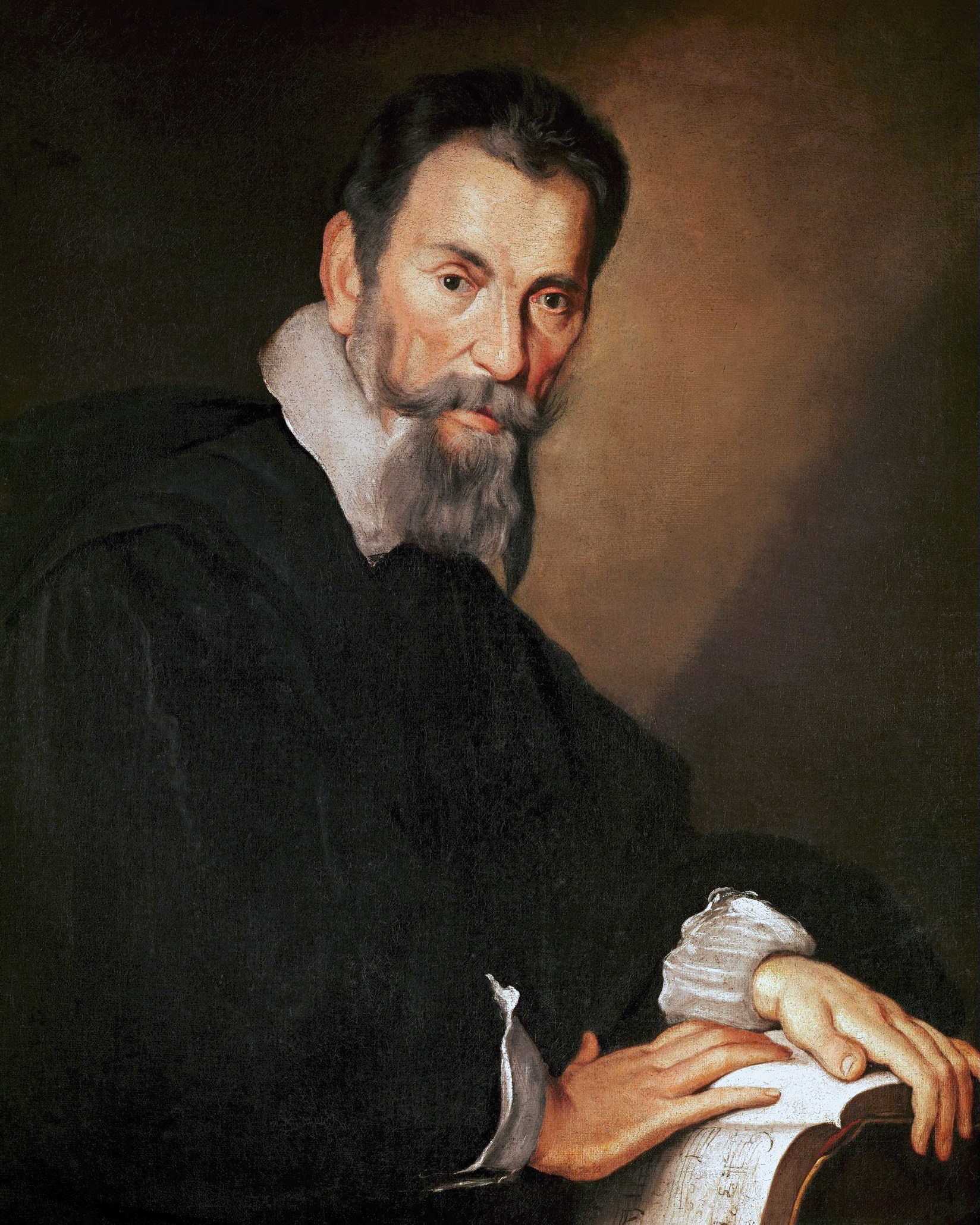
Bernardo Strozzi (1640): portret van Claudio Monteverdi, olieverf

Bernardo Strozzi (Genua, 1581 -  Venetië, 1644), ook wel Il Cappuccino genoemd, was een Italiaans kunstschilder. 
Toen Strozzi zeventien was, trad hij toe tot de orde van de kapucijnen. Strozzi schilderde onder invloed van Rubens en Van Dyck met een stralend palet en maakte overdadige figurencomposities. In zijn schilderijen zijn ook invloeden van Caravaggio merkbaar. Na zijn verhuizing naar Venetië in 1630 vereenvoudigde Strozzi zijn composities. Hij schilderde aan het eind van zijn leven in een meer persoonlijke en vrijere stijl.

## Publieke collecties
Werken van Bernardo Strozzi in openbare collecties (selectie): 
- Museum de Fundatie, Zwolle
- Gemäldegalerie Alte Meister, Dresden

- Art Gallery of South Australia: 2911
- Biblioteca Nacional de España: XX4815225
- Bibliothèque nationale de France: cb149600386 (data)
- Catàleg d'autoritats de noms i títols de Catalunya: 981058598173606706
- Gemeinsame Normdatei: 119332531
- International Standard Name Identifier: 0000 0000 8339 1035
- KulturNav: 53c28304-de0f-48c6-8b93-68e44531fa18
- Library of Congress Control Number: n82050793
- MusicBrainz: 389ddf8a-68bb-4214-898c-f8c515cba91b
- National Gallery of Victoria: 1257
- Nationale Bibliotheek van Tsjechië: jn20011211103
- Nationale bibliotheek van Australië: 35529463
- Nationale Bibliotheek van Israël: 987007276728105171
- Nederlandse Thesaurus van Auteursnamen: 071325808
- RKD-Nederlands Instituut voor Kunstgeschiedenis: 75824
- Istituto Centrale per il Catalogo Unico: RAVV024800
- SNAC: w6pc6rsh
- Système universitaire de documentation: 035211997
- Trove: 986066
- Union List of Artist Names: 500115732
- Virtual International Authority File: 7657224
- WorldCat: E39PBJwRWvGCWhcHKCpdyCFR8C